# Малишев Юрій Борисович
Малишев Юрій Борисович - відомий український спортивний журналіст
Свій творчий шлях Юрій Малишев ((нар. 10 травня 1971, Козова, Тернопільська область, Українська РСР, СРСР), син лікарів, розпочав кореспондетом відділу футболу "Спортивної газети" - провідного на той час спортивного видання України. Разом із ним тоді у відділі футболу працювали Юрій Карман (завідувач), Юрій Корзаченко і Юрій Сай - кожен із них стане примітною постаттю в українській журналістиці.
Коли на початку 1995-го року зароджувалася газета "Команда" - Юрій Малишев стояв біля її витоків. Це видання за досить короткий період стало найпопулярнішим в Україні - її тираж стабільно перевищував солідну позначку у 100 тисяч примірників. А на своєму піку досягав майже 200 тисяч. 
Протягом трьох років Юрій Малишев пройшов шлях від кореспондента до заступника головного редактора. Саме наприкінці 90-х газета "Команда" знаходилася на своєму піку і за своїм впливом, і за тиражем. 
На початку 2001-го року Малишев залишив "Команду".
Опинившись в Професійній футбольній лізі (кількома місяцями раніше її очолив Равіль Сафіуллін) на посаді керівника прес-служби, Юрій зробив чимало для популяризації футболу. Саме за його ініціативи було розпочато регулярні трансляції матчів вищої ліги чемпіонату України (за кілька років це стало базисом для  створення першого повноцінного телевізійного пулу українських клубів) та засновано Суперкубок України. Стали обов'язковими післяматчеві прес-конференції. Загалом, діяльність ПФЛ стала набагато прозорішою.
Після відставки Сафіулліна Юрій Малишев балотувався на посаду президента ПФЛ. Однак клуби віддали перевагу Святославу Сироті, який працював до цього відповідальним секретарем ПФЛ.
У 2006-му році Малишев возз'єднався зі своїми колишніми колегами по "Спортивній газеті" та "Команді" - Юрієм Корзаченком та Ігорем Лінником, які заснували тижневик "Матч" та журнал "Футбол+". Однак перспективні видання, які непогано розвивалися і вже користувалися чималим попитом, припинили своє існування через банкрутство основного спонсора. 
Після цього Юрій Малишев працював у Федерації футболу України, на посаді редактора Управління інформаційної політики. Паралельно два роки обіймав посаду прес-аташе національної збірної. Після поразки у плей-офф ЧС-2010 залишив цю посаду після відставки тренерського штабу.   
Після другого Майдану, учасником якого був і Юрій (власне, як і першого Майдану), він зосередився на соціальних та політичних проектах. Зокрема, працював короткий проміжок часу з політичною партією "Сила і честь", одним з лідерів якої був "помаранчевий" генерал Олександр Кіхтенко.
Саме з ним він перебрався в Краматорськ (там почала базуватися Донецька обласна військово-цивільна адміністрація після окупації Донецька), де працював радником губернатора з питань медіа та інформації. 
У липні 2024-го Юрій Малишев мобілізувався до лав ЗСУ, проходить службу в батальйні безпілотних систем 93-ї ОМБр "Холодний Яр". 
1988 - закінчив Козівську СШ N1 із золотою медаллю.
1993  - закінчив Київський держуніверситет ім. Тараса Шевченка
1992 - 1995 - кореспондент "Спортивної газети"
1995 - 2001 - кореспондент, завідувач відділом, заступник головного редактора газети "Команда"
2001 - 2006 - керівник прес-служби Професіональної футбольної ліги України
2006 - 2007 - завідувач відділом аналітики тижневика "Матч"  та журналу "Футбол+"
2007- 2008 - медіа-директор ФК "Карпати" Львів
2008-2009 - прес-аташе національної збірної України з футболу
2008- 2012 - редактор Управління інформаційної політики Федерації футболу України
2014-2015 - радник голови Донецької обласної ВЦА  з питань медіа та інформації (на громадських засадах)
2016-2024 - позаштатний оглядач українських спортивних інтернет-ресурсів
У липні 2024-го добровольцем мобілізувався до лав ЗСУ, службу проходить в 93-й ОМБр "Холодний Яр"